# Volta Internacional da Pampulha 2013
A Volta Internacional da Pampulha de 2013 foi a décima quinta edição do evento, realizado no dia 1 de dezembro de 2013, em Belo Horizonte 
O vencedor foi Giovani dos Santos, se tornando bicampeão da prova, e no feminino também bicampeã a queniana Maurine Kipchumba

## Resultados

### Masculino
- 1º Giovani dos Santos (BRA), 53m15s
- 2º Damião de Souza (BRA), 54m07s
- 3º Valério Fabiano (BRA), 54m26s
- 4º José Marcio da Silva (BRA), 54m41s
- 5º Gilmar Lopes (BRA), 55m10s
- 6º Franck Caldeira (BRA), 55m14s
- 7º Valdir de Oliveira (BRA), 55m36s
- 8º Reginaldo da Silva (BRA), 55m45s
- 9º Edmilson Santana (BRA), 55m46s
- 10º Justino Pedro da Silva (BRA), 56m16s

### Feminino
- 1º Maurine Kipchumba (QUE), 1h01min27seg
- 2º Sara Makera (TAN), 1h01min48seg
- 3º Ednah Mukhwana (QUE), 1h02min41seg
- 4º Sueli Pereira (BRA), 1h03min30seg
- 5º Faulina Matanga (TAN), 1h04min29seg
- 6º Fabiana da Silva (BRA), 1h05min27seg
- 7º Betty Chepleting (QUE), 1h06min01seg
- 8º Marily dos Santos (BRA), 1h06min10seg
- 9º Maria Aparecida Ferraz (BRA), 1h06min20seg
- 10º Larussa Quintão (BRA), 1h06min39seg